# Laguna del Maule
Laguna del Maule är en sjö i Chile.   Den ligger i regionen Región del Maule, i den södra delen av landet, 290 km söder om huvudstaden Santiago de Chile. Laguna del Maule ligger 2 163 meter över havet. Arean är 68 kvadratkilometer. Den sträcker sig 10,7 kilometer i nord-sydlig riktning, och 10,3 kilometer i öst-västlig riktning.
Trakten runt Laguna del Maule är ofruktbar med lite eller ingen växtlighet. Runt Laguna del Maule är det mycket glesbefolkat, med 7 invånare per kvadratkilometer.